# Gerhard Heinrich van Senden

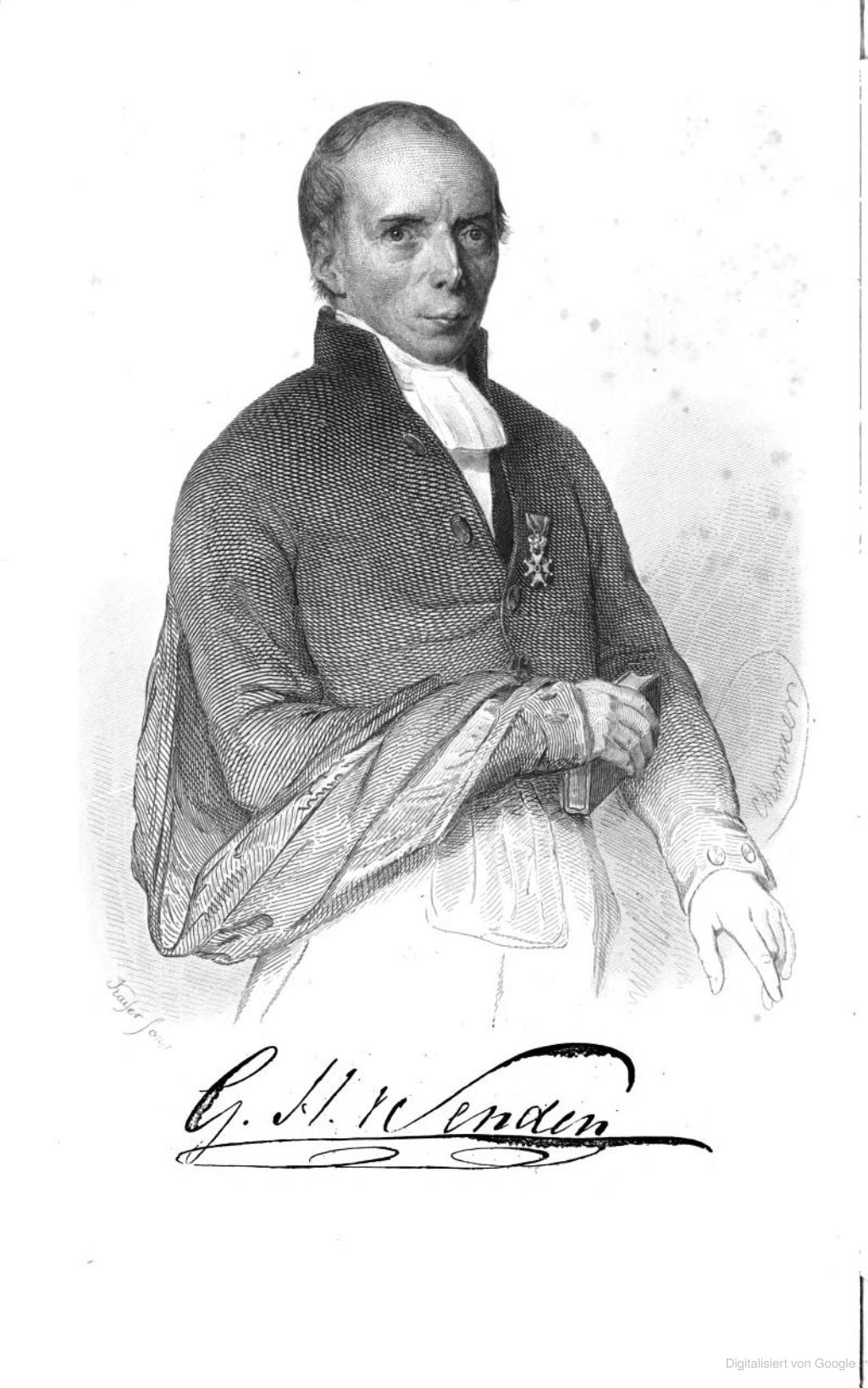
Gerhard Heinrich van Senden (1793–1851)

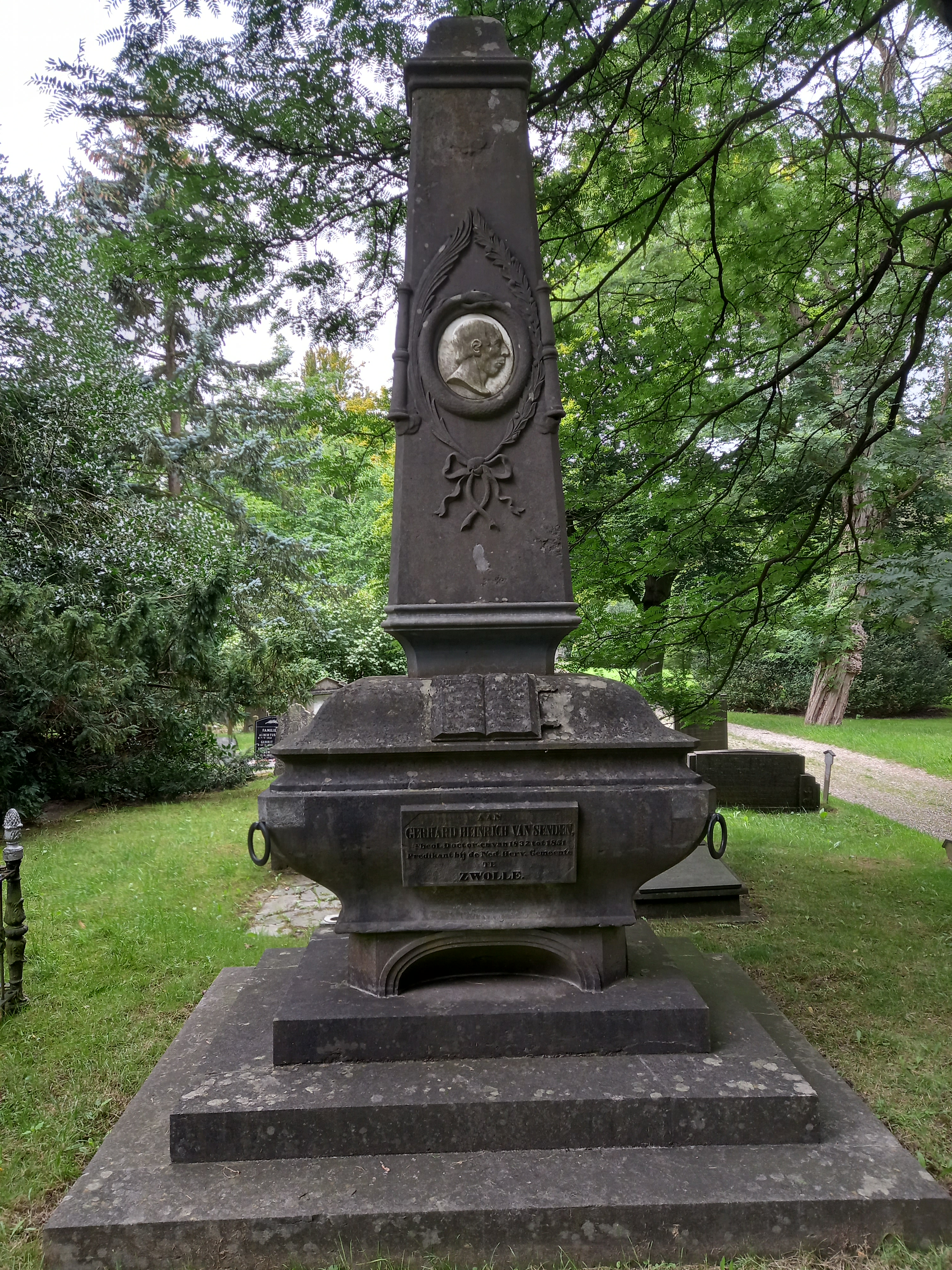
Das Grab von Gerhard Heinrich van Senden auf dem Friedhof Meppelerstraatweg in Zwolle

Gerhard Heinrich van Senden (* 23. Dezember 1793 in Uphusen; † 20. Oktober 1851 in Zwolle) war reformierter Theologe und Schriftsteller.

## Herkunft
Van Senden entstammte der alten Emdener Familie van Senden. Sein Großvater Hermann Wilhelm van Senden war Kommandant der Emder Bürgerwache und Vertreter der Bürgerschaft der Stadt. Seine Eltern waren der Pastor Wigbold Coens van Senden (1758–1811) und dessen Ehefrau Fenna Elydia Heijken, eine Tochter des Notars Gerhard Heinrich Heijken.

## Leben
Seine schulische Ausbildung erhielt van Senden in Aurich und Emden. 1811 immatrikulierte sich Senden im Bereich Theologie an der Universität Groningen. Nach seinem Abschluss wurde er im Jahr 1815 Prediger in Nenndorf im Rheiderland. Aber schon 1820 wechselte er als Prediger nach Middelbert, einem Dorf in der Nähe von Groningen. Der Grund war vermutlich, dass er hier die nächsten zwölf Jahre die Universität Groningen besuchen konnte. 1832 wechselte er nach Zwolle, der Hauptstadt der Provinz Overijssel. Er blieb dort, bis er 1851 verstarb. Theologisch gehörte er der Groninger Richtung des Protestantismus an; Gründer dieser Richtung waren die Groninger Hochschullehrer van Oordt, Pareau und Hofstede de Groot. Van Senden war in Zwolle einer ihrer führenden Vertreter.
Van Senden hatte gute Verbindungen. So führte er einen Briefwechsel mit der niederländischen Prinzessin Marianne der Niederlande, der einzigen Tochter von König Wilhelm I. Auch besuchte er sie mehrfach. Auf Einladung der Prinzessin begleitete er sie auf einer Reise in das Heilige Land. Van Senden plante, drei Bücher über diese Reise zu veröffentlichen; durch seinen Tod blieb es jedoch bei einem Band. Bereits früher veröffentlichte er eigene Gedichte und übersetzte niederländische Lyrik ins Deutsche.
Van Senden war Mitglied verschiedener wissenschaftlicher Vereinigungen, darunter auch der Naturforschenden Gesellschaft zu Emden. Von der Universität Leiden erhielt er die Ehrendoktorwürde. Ferner war er Ritter des Ordens vom Niederländischen Löwen.

## Grabmal

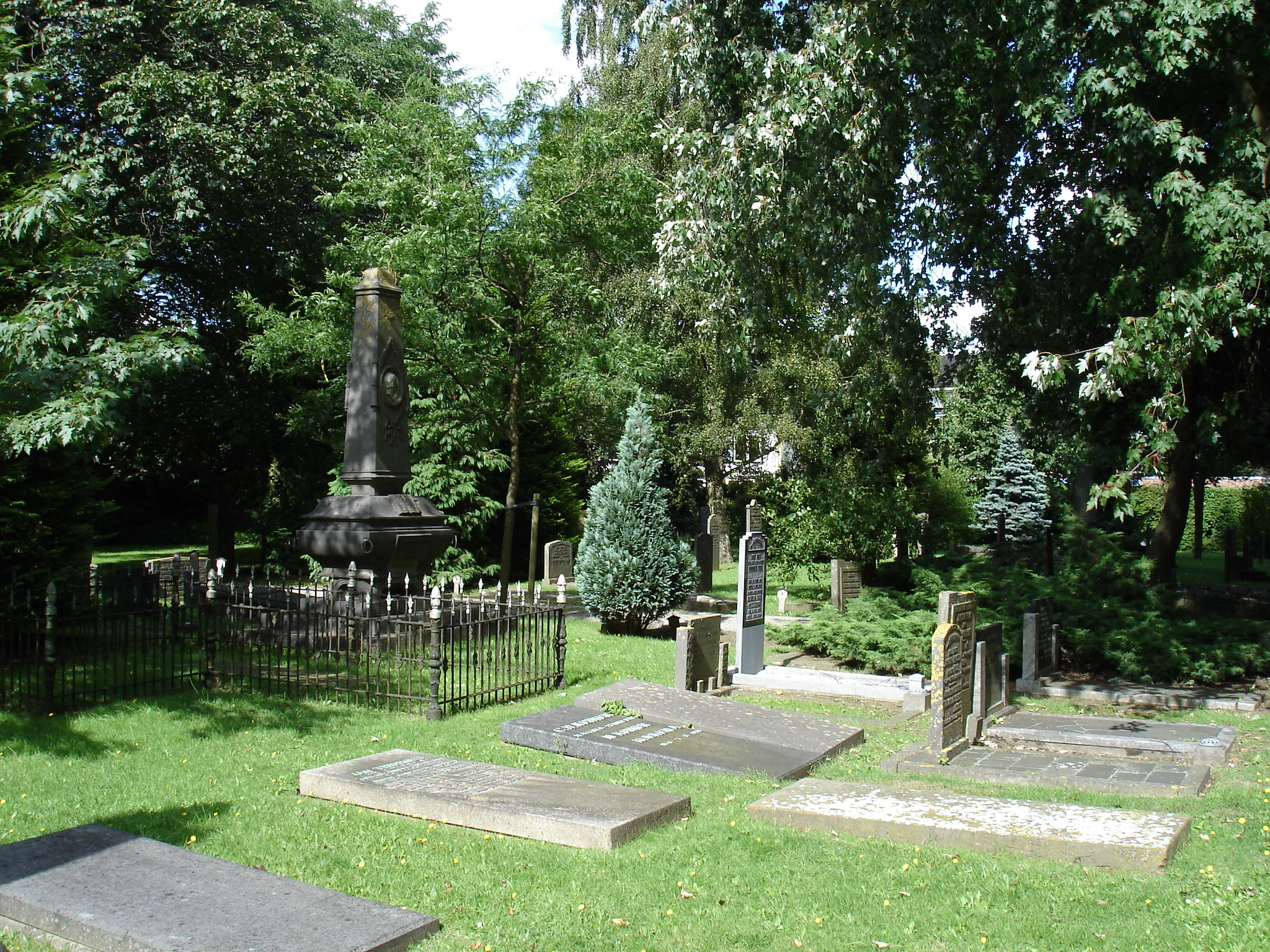
Grabmal mit Obelisk auf einem Sarkophag

Van Senden wurde auf dem Friedhof am Meppelerstraatweg in Zwolle beigesetzt. Das Grab aus Belgisch Granit besteht aus einem Sarkophag mit einem darauf stehenden Obelisken. Das Grab enthält viele Symbole. Es zeigt auf der Vorderseite des Sarkophags sein Bild und eine aufgeschlagene Bibel mit dem Text:

„HEBREËN XII: vers 22a.
Maar gij zijt gekomen tot den berg Zion en de stad des levenden Gods, tot het Hemelsche Jerusalem.“

Auch auf der Rückseite findet sich eine Inschrift. Das Grabmal ist ein Rijksmonument.

## Familie
Senden heiratete 1816 Fenna Elisabeth Oylam, eine Tochter eines wohlhabenden Emder Kaufmanns. Das Paar hatte mehrere Kinder, darunter Gerhard Hinrich und Wigbold Coens, die ebenfalls Pfarrer wurden.

## Werke
- Zur feierlichen Vermaehlung der Prinzessinn der Niederlande Wilhelmina Friederica Luisa Charlotte Marianne mit dem Prinzen von Preussen Friedrich Heinrich Albrecht, königliche Hoheiten. 1830 (Digitalisat)
- Uitboezeming bij het overlijden van de hooggeboren vrouwe Antoinette Marie Charlotte gravin van Rechteren, geboren gravin Bentinck. 1832 (Digitalisat)
- Uren van godsdienst, ter gelegenheid van de cholera te Zwolle. 1833 (Digitalisat)
- Aardrijkskundige beschouwing van Palestina. Zwolle 1837 (Digitalisat)
- Seiner Kaiserlichen Königlichen Hoheit Alexander Nicolaewitsch Grossfürst-Thronfolger von Russland, bei Allerhöchstedero Anwesenheit in Holland, im April 1839, unterthänigst dargereich. 1839 (Digitalisat)
- Verhandeling over de hervorming van den tegenwoordigen staat der Nederl. Herv. Kerk. Amsterdam 1840
- Bijbel-Atlas, voornamelijk ten gebruike bij de bijbelvertaling van den hoogleeraar J.H. van der Palm. Leiden 1840–1844 (Teil 1, Teil 2)
- Alpenrozen, 2 Bände. Amsterdam 1842–1843 (Teil 1 , Teil 2)
- Geschichte der Apologetik. 1846 (Teil 1 Teil 2)
- Register op den Bijbel-Atlas letter, A-J. Leiden 1849
- Het Heilige Land of mededeelingen uit eene reis naar het Oosten, gedaan in de jaren 1849 en 1850. Erster Teil. 1851 (Teil 1, Teil 2)